# Usinitsa
Koordinaten: 58° 0′ N, 27° 32′ O
Usinitsa ist ein Dorf (estnisch küla) im Südosten Estlands. Es gehört zur Landgemeinde Setomaa im Kreis Võru (bis 2017 Mikitamäe im Kreis Põlva).

## Beschreibung
Das Dorf hat 49 Einwohner (Stand 31. Dezember 2011). Westlich des Dorfkerns fließt der Fluss Mädajõgi.
Der Ort wurde erstmals 1570 urkundlich erwähnt.
Die orthodoxe Dorfkapelle (setukesisch tsässon) wurde 1948 errichtet. Das Patrozinium der Maria-Schutz-Kirche wird jährlich am 14. Oktober gefeiert. Die Kapelle wurde 1989 umfassend renoviert.